# Бланки, Элиза
Элиза Бланки (итал. Elisa Blanchi, родилась 13 октября 1987 года в Веллетри) — итальянская гимнастка (художественная гимнастика), одна из наиболее титулованных гимнасток Италии. Серебряный призёр Олимпиады 2004 года в Афинах и бронзовый призёр Олимпиады 2012 года в Лондоне, пятикратная чемпионка мира. Выступала за клубы «Систос» и «Чентро Спортиво Аэронаутика Милитаре». Сержант ВВС Италии.

## Биография

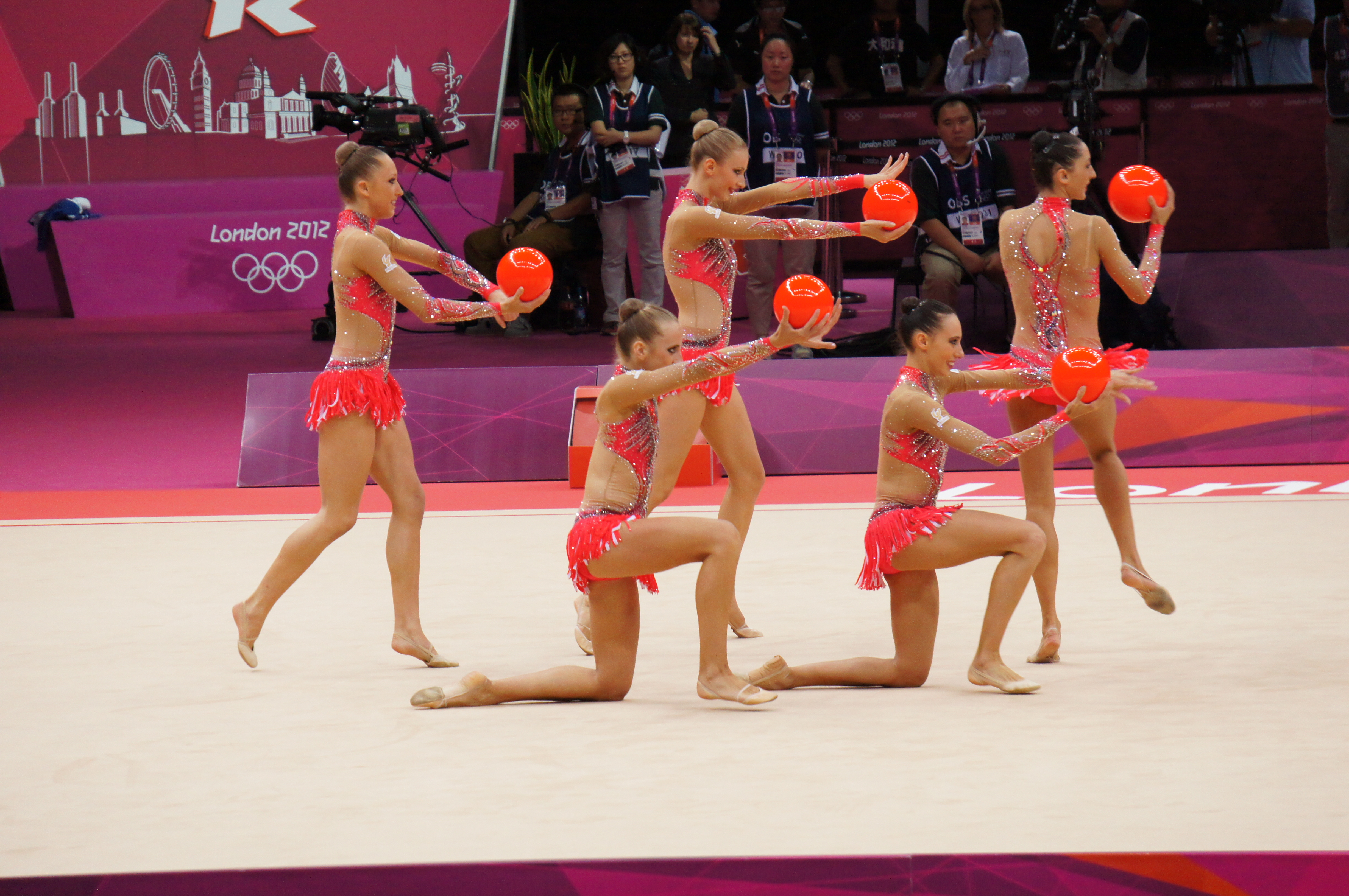
Сборная Италии в групповом многоборье на Олимпиаде в Лондоне: упражнение с 5 мячами

Уроженка Веллетри (около Рима), гимнастикой начала заниматься в возрасте трёх лет в Лариано, позже продолжила выступать за клуб «Систос» из Веллетри.
В 1999 году Элиза дебютировала на чемпионате Европы в Будапеште в категории юниорок. С 2001 года, когда ей было 14 лет, выступала за основную сборную Италии и тренировалась на арене «ПалаДезио»: дебютом за основную команду стало выступление на чемпионате мира в Новом Орлеане и 5-е место. В 2003 году на чемпионате мира в немецкой Ризе Элиза взяла первые медали: бронзовые медали в групповом многоборье и упражнениях с 3 обручами и 2 мячами. В том же году на чемпионате Европы в Будапеште взяла ещё две бронзовые награды в упражнениях с 5 лентами, а также 3 обручами и 2 мячами. В 2004 году на играх в Афинах стала серебряным призёром в групповом многоборье, за это достижение была награждена орденом «За заслуги перед Итальянской Республикой» степени офицера.
С 2005 года она выступала за команду «Чентро Спортиво Аэронаутика Милитаре» (Спортивный центр ВВС Италии), в том же году стала впервые в своей карьере чемпионкой мира, завоевав на первенстве мира в Баку золотую медаль в упражнении с 3 обручами и 4 булавами. Там же она выиграла две серебряные медали в многоборье и в упражнении с лентами. В декабре 2005 года Элиза участвовала в эстафете Олимпийского огня в канун Олимпиады в Турине, а также выступила на церемонии открытия в составе группы гимнасток, хореографом которых была тренер национальной сборной Эмануэла Маккарани.
В 2006 году на чемпионате Европы в Москве в составе сборной Италии Элиза Бланки завоевала две серебряные медали (групповое многоборье, 3 обруча и 4 булавы) и одну бронзовую (5 лент), а через два месяца на финале Кубка мира в японском городе Исе стала бронзовым призёром в упражнении с лентами. В 2007 году на чемпионате мира в греческих Патрах она завоевала ещё три серебряные медали в групповых упражнениях, гарантировав себе квалификацию на Олимпиаду в Пекин. На самих играх сборная Италии заняла 4-е место в групповом многоборье: президент Национального олимпийского комитета Италии Джованни Петруччи заявил, что сборную Италии могли засудить в Пекине.
В 2009 году Элиза Бланки завоевала с командой на чемпионате мира в Исе две золотые (групповое многоборье, 3 ленты + 2 обруча) и одну серебряную медали (5 обручей). В 2010 году со сборной Италии выиграла золото чемпионата мира в Москве в групповом многоборье и серебряные медали в упражнениях с 5 обручами и 3 мячами и 2 лентами, а также взяла две серебряные медали и одну бронзовую на чемпионате Европы в Бремене.
В 2011 году Бланки завоевала пятую золотую медаль на чемпионатах мира, победив в Монпелье в групповом многоборье, и там же она завоевала серебряные медали в упражнениях с 5 мячами и 3 лентами и 2 обручами. В 2012 году она взяла две бронзовые медали на чемпионате Европы в Нижнем Новгороде. В том же году в составе олимпийской сборной сумела завоевать бронзовые медали Олимпийских игр в Лондоне в групповом многоборье, пропустив вперёд сборные России и Беларуси: эта бронзовая медаль стала последней в профессиональной карьере Элизы. В одной команде с Элизой выступали Ромина Лаурито, Марта Паньини, Элиза Сантони, Анжелика Савраюк и Андрея Стефанеску. По окончании Олимпиады Элиза объявила о завершении спортивной карьеры.
После завершения спортивной карьеры Элиза стала участницей различных шоу в составе спортивной группы ВВС Италии. С 2007 года имеет звание сержанта ВВС. Работала тренером клуба «Систос». В 2017 году окончила Университет Л’Акуила по специальности «спортивные науки»: её выпускная работа была посвящена её спортивной карьере.
В августе 2021 года Элиза заявила, что пять месяцев тому назад стала матерью, однако продолжает выступать в составе спортивной группы ВВС Италии.

## Выступления на Олимпиадах
| Игры        | Музыка                                                                                         | Дисциплина           | Место в финале | Баллы в финале | Место в отборе | Баллы в отборе |
| ----------- | ---------------------------------------------------------------------------------------------- | -------------------- | -------------- | -------------- | -------------- | -------------- |
| Афины-2004  | н/д                                                                                            | Групповое многоборье | 2-е            | 49.450         | 2-е            | 48.175         |
| Афины-2004  | Main Theme / Rescue / Rush Hour Марк Манчина («Скорость»)                                      | 5 лент               | 2-е            | 22.850         | 3-е            | 23.150         |
| Афины-2004  | Goodbye Brother / The Reprimand / Red Sea Ханс Циммер («Принц Египта»)                         | 3 обруча + 2 мяча    | 2-е            | 25.300         | 1-е            | 25.325         |
| Пекин-2008  | н/д                                                                                            | Групповое многоборье | 4-е            | 34.425         | 4-е            | 34.525         |
| Пекин-2008  | Village Attack / I Can Carry You / Diamond Mine Bombed Джеймс Ньютон Ховард («Кровавый алмаз») | 5 скакалок           | 4-е            | 17.000         | 3-е            | 17.150         |
| Пекин-2008  | The Battle / Barbarian Horde Ханс Циммер и Лиза Джеррард («Гладиатор»)                         | 3 обруча + 2 булавы  | 3-е            | 17.425         | 3-е            | 17.375         |
| Лондон-2012 | н/д                                                                                            | Групповое многоборье | 3-е            | 55.450         | 2-е            | 55.800         |
| Лондон-2012 | Black Gold Арман Амар («Дом»)                                                                  | 5 мячей              | 2-е            | 28.125         | 2-е            | 28.100         |
| Лондон-2012 | Увертюра Джоаккино Россини («Вильгельм Телль»)                                                 | 3 ленты + 2 обруча   | 4-е            | 27.325         | 2-е            | 27.700         |

## Государственные и ведомственные награды
- Офицер ордена «За заслуги перед Итальянской Республикой» (2004) — по инициативе Президента Итальянской Республики[34]
- Знак «Золотой воротник» за спортивные заслуги[итал.] (№ 382, 2009) — чемпионка мира по художественной гимнастике в групповом многоборье[35]
- Кавалер золотой медали спортивной доблести[итал.] (№ 2950, 2004) — серебряный призёр Олимпийских игр по художественной гимнастике в групповом многоборье[35]
- Кавалер серебряной медали спортивной доблести[итал.] (№ 4838, 2003) — бронзовый призёр чемпионата мира по художественной гимнастике в упражнении с лентами и обручами[35]
- Кавалер бронзовой медали спортивной доблести[итал.] (№ 23043, 2002) — 5-е место на чемпионате мира по художественной гимнастике в командном первенстве[35]
- Кавалер бронзовой медали спортивной доблести[итал.] (№ 24355, 2003) — 4-е место на чемпионате мира и 3-е место на чемпионате Европы в групповом многоборье[35]
- Диплом Национального олимпийского комитета Италии (№ 164, 2010) — чемпионка мира по художественной гимнастике в групповом многоборье[35]
- Диплом Национального олимпийского комитета Италии (№ 179, 2011) — чемпионка мира по художественной гимнастике в групповом многоборье[35]